# Далекосхідна раса
Далекосхідна раса (східноазійська) — одна з людських рас. Відноситься до так званих малих рас у складі великої монголоїдної раси. У ряді класифікацій утворює разом з південноазійською расою тихоокеанську монголоїдну гілку. Переважає на території Східного та Північно-східного Китаю, на території Кореї, Японії, а також на Далекому Сході Росії (в Приамур'ї і Примор'ї) — у частині китайців, частини тибетців, у корейців, нанайців і інших народів. Сучасний ареал далекосхідної раси є найбільш вірогідною прабатьківщиною всіх монголоїдів.

## Ознаки
Представники далекосхідної раси характеризуються такими антропологічними ознаками, як:
- середній зріст, дещо більший, ніж у інших популяцій азійських монголоїдів;
- більш смуглява шкіра в порівнянні з північноазійськими монголоїдами;
- жорстке пряме чорне волосся (аж до синяво-чорних);
- сильний розвиток складки верхньої повіки, висока частота поширення епікантуса (до 70 %);
- товщина губ в середньому більша, ніж у представників північноазійської раси;
- порівняно вузький ніс, найчастіше з прямою спинкою;
- ортогнатне або слабопрогнатне відносно вузьке і високе обличчя;
- дуже високий звід черепної коробки;
- худорлява статура.

Представляючи собою класичний тип тихоокеанських монголоїдів, далекосхідна раса характеризується такими антропологічними ознаками, як відносно смуглява шкіра, високий звід черепа і мезокефалію. Ці ознаки об'єднують далекосхідну расу з південноазійською расою, що утворює південний варіант тихоокеанської монголоїдної гілки.

## Класифікація
В. В. Бунак виділяв в східноазійській ареалі дві раси, китайську і острівну (японців), і включав їх до складу південноазійскої гілки східного расового стовбура (китайська раса у В. Бунака, якщо виключити з неї популяції, що мають домішку курильської і південноазійської рас, майже повністю відповідає за охопленням ареалу далекосхідної раси). У класифікації Г. Ф. Дебеца до складу далекосхідної раси включені північнокитайський і корейський антропологічні типи, населення Японії (японський антропологічний тип) він відніс до південномонголоїдної раси. Обидві раси, далекосхідна і південномонголоїдна, розглядаються Г. Ф. Дебецем як частина тихоокеанської підгілки азійської гілки великої монголоїдної раси. Тибетська раса в його класифікації є самостійною гілкою в складі азійської гілки, а амуросахалінскій тип віднесений до сибірської азійської підгілки. У дослідженнях Я. Я. Рогінського і М. Г. Левіна далекосхідна раса входить до складу великої азійсько-американської раси разом з північноазійською, арктичною (ескімоською), південноазійською і американською малими расами.

## Типи

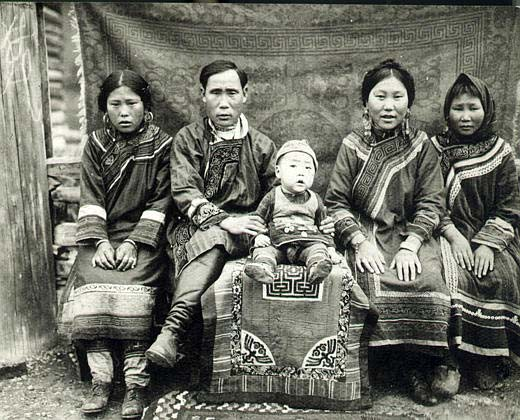
Сім'я нанайців (кінець ХІХ — початок ХХ століття)

Область поширення далекосхідної раси розміщена в центральній частині азійського монголоїдного ареалу, вона межує з територіями, на яких розселені представники двох інших монголоїдних рас — північноазійською і південноазійською, а також з територіями розселення представників метисної південносибірської раси, перехідної курильської раси і європеоїдної індо-середземноморської раси. На кордонах з ареалами всіх цих рас в різний час були сформовані популяції перехідного типу зі своїми характерними антропологічними ознаками. Крім периферійних областей групи популяцій зі своїми особливостями відзначаються і у внутрішніх регіонах далекосхідного ареалу, частина з них склалася в тому числі і в результаті метисації з іншими расами. Всі ці групи, регіональні та перехідні, об'єднуються в кілька особливих антропологічних типів в складі далекосхідної раси:
- північнокитайський антропологічний тип — поширений в Північному і Північно-Східному Китаї; в ньому найбільш яскраво виражені всі основні ознаки далекосхідної раси;[10]
- корейський антропологічний тип — поширений серед корейців; в цьому типі простежується деяка домішка південноазійскої раси, а також, можливо, північноазійський вплив, виражений в незначній депігментації, від інших далекосхідних типів відрізняється брахикефалією, середнім ступенем зростання бороди і вусів, дещо ширшим носом, більш товстими губами в порівнянні з північнокитайськими типом і великими розмірами особи;[11]
- амуросахалінскій антропологічний тип — поширений в пониззі річки Амур і на Сахаліні серед нівхів і деяких інших корінних народів цього регіону; даний тип зазнав впливу курильської раси, що виражено, зокрема, в сильному зростанні бороди і помітному прогнатизмі;[12]
- японський (або острівний) антропологічний тип — поширений в Японії; він виявляє різну ступінь домішки курильської і південноазійської рас, що відрізняє японський тип від інших популяцій далекосхідної раси, для даного типу характерні великий ступінь зростання бороди і вусів, помітна поширеність хвилястого волосся, більш темна шкіра, широка форма носа, товсті губи, низьке обличчя і низький зріст;[13]
- тибетський антропологічний тип — іноді виділяється в окрему малу расу, по всій видимості, є групою популяцій перехідного типу між далекосхідною расою і центральноазійських типом північноазійської раси.[14]